# Naturbahnrodel-Weltcup 2024/25
Der Naturbahnrodel-Weltcup 2024/25 begann am 21. Dezember 2024 in Winterleiten und endete 23. Februar 2025 in Deutschnofen. Es wurden in drei Disziplinen jeweils sieben Rennen ausgetragen. Höhepunkt der Saison war die Naturbahnrodel-Weltmeisterschaft 2025 in Kühtai.

## Damen-Einsitzer

### Ergebnisse
| Datum             | Ort          | Siegerin         | Zweite             | Dritte           |
| ----------------- | ------------ | ---------------- | ------------------ | ---------------- |
| 21. Dezember 2024 | Winterleiten | Evelin Lanthaler | Daniela Mittermair | Nadine Staffler  |
| 22. Dezember 2024 | Winterleiten | Evelin Lanthaler | Tina Unterberger   | Tina Stuffer     |
| 6. Januar 2025    | Laas         | Evelin Lanthaler | Daniela Mittermair | Nadine Staffler  |
| 26. Januar 2025   | Mariazell    | Evelin Lanthaler | Jenny Castiglioni  | Tina Unterberger |
| 8. Februar 2025   | Umhausen     | Evelin Lanthaler | Tina Unterberger   | Nadine Staffler  |
| 9. Februar 2025   | Umhausen     | Evelin Lanthaler | Daniela Mittermair | Lisa Walch       |
| 23. Februar 2025  | Deutschnofen | Evelin Lanthaler | Daniela Mittermair | Tina Unterberger |

### Weltcupstand
| Rang | Name               | Punkte |
| ---- | ------------------ | ------ |
| 01   | Evelin Lanthaler   | 700    |
| 02   | Tina Unterberger   | 480    |
| 03   | Daniela Mittermair | 455    |
| 04   | Riccarda Ruetz     | 395    |
| 05   | Nadine Staffler    | 394    |
| 06   | Lisa Walch         | 359    |
| 07   | Jenny Castiglioni  | 312    |
| 08   | Naomi Thöni        | 262    |
| 09   | Patricija Urbanc   | 240    |
| 10   | Katie Cookman      | 212    |

## Herren-Einsitzer

### Ergebnisse
| Datum             | Ort          | Sieger          | Zweiter          | Dritter            |
| ----------------- | ------------ | --------------- | ---------------- | ------------------ |
| 21. Dezember 2024 | Winterleiten | Michael Scheikl | Alex Oberhofer   | Fabian Brunner     |
| 22. Dezember 2024 | Winterleiten | Michael Scheikl | Alex Oberhofer   | Florian Clara      |
| 6. Januar 2025    | Laas         | Florian Clara   | Daniel Gruber    | Michael Scheikl    |
| 26. Januar 2025   | Mariazell    | Florian Clara   | Patrick Pigneter | Fabian Achenrainer |
| 8. Februar 2025   | Umhausen     | Florian Clara   | Michael Scheikl  | Patrick Pigneter   |
| 9. Februar 2025   | Umhausen     | Stefan Federer  | Michael Scheikl  | Fabian Achenrainer |
| 23. Februar 2025  | Deutschnofen | Florian Clara   | Fabian Brunner   | Patrick Pigneter   |

### Weltcupstand
| Rang | Name                 | Punkte |
| ---- | -------------------- | ------ |
| 01   | Florian Clara        | 590    |
| 02   | Michael Scheikl      | 555    |
| 03   | Stefan Federer       | 408    |
| 04   | Fabian Brunner       | 390    |
| 05   | Alex Oberhofer       | 376    |
| 06   | Fabian Achenrainer   | 362    |
| 07   | Patrick Pigneter     | 360    |
| 08   | Žiga Kralj           | 296    |
| 09   | Vid Kralj            | 268    |
| 10   | Sebastian Feldhammer | 245    |

## Doppelsitzer

### Ergebnisse
| Datum             | Ort          | Sieger     | Sieger                             | Zweite     | Zweite                             | Dritte     | Dritte                             |
| ----------------- | ------------ | ---------- | ---------------------------------- | ---------- | ---------------------------------- | ---------- | ---------------------------------- |
| 21. Dezember 2024 | Winterleiten | Osterreich | Maximilian Pichler Nico Edlinger   | Italien    | Tobias Paur Andreas Hofer          | Italien    | Matthias Lambacher Peter Lambacher |
| 22. Dezember 2024 | Winterleiten | Osterreich | Maximilian Pichler Nico Edlinger   | Italien    | Tobias Paur Andreas Hofer          | Italien    | Matthias Lambacher Peter Lambacher |
| 5. Januar 2025    | Laas         | Osterreich | Maximilian Pichler Nico Edlinger   | Italien    | Matthias Lambacher Peter Lambacher | Italien    | Tobias Paur Andreas Hofer          |
| 25. Januar 2025   | Mariazell    | Italien    | Matthias Lambacher Peter Lambacher | Osterreich | Maximilian Pichler Nico Edlinger   | Italien    | Tobias Paur Andreas Hofer          |
| 7. Februar 2025   | Umhausen     | Italien    | Matthias Lambacher Peter Lambacher | Italien    | Tobias Paur Andreas Hofer          | Osterreich | Maximilian Pichler Nico Edlinger   |
| 8. Februar 2025   | Umhausen     | Italien    | Tobias Paur Andreas Hofer          | Osterreich | Maximilian Pichler Nico Edlinger   | Italien    | Matthias Lambacher Peter Lambacher |
| 22. Februar 2025  | Deutschnofen | Italien    | Matthias Lambacher Peter Lambacher | Osterreich | Maximilian Pichler Nico Edlinger   | Italien    | Tobias Paur Andreas Hofer          |

### Weltcupstand
| Rang | Name                                       | Punkte |
| ---- | ------------------------------------------ | ------ |
| 01   | Maximilian Pichler – Nico Edlinger         | 625    |
| 02   | Matthias Lambacher – Peter Lambacher       | 595    |
| 03   | Tobias Paur – Andreas Hofer                | 565    |
| 04   | Gabriel Halcin – Samuel Halcin             | 396    |
| 05   | Peter Neupauer – Dominik Neupauer          | 385    |
| 06   | Viorel Andrei Deac – Cornel Alexandru Coca | 115    |
| 07   | Isa Guzeloglu – Coskun Ercoskun            | 101    |
| 08   | Tomas Hasek – David Rydl                   | 84     |
| 09   | Wojciech Kwiecinski – Patryk Hudy          | 78     |
| 10   | Konrad Plonka – Nikolas Dawidowski         | 72     |